# Боргорозе
Боргоро̀зе (на италиански: Borgorose, на местен диалект u Bùrgu, у Бургу, до 1960 г. Borgocollefegato, Боргоколефегато) е малко градче и община в Централна Италия, провинция Риети, регион Лацио. Разположено е на 732 m надморска височина. Населението на общината е 4644 души (към 2010 г.).